# احمد حبیبی
احمد حبیبی به سالِ ۱۳۳۶ در روستای دهنگ از توابع بخش مرکزی شهرستان بستک در غرب استان هرمزگان  در جنوب ایران  زاده شد. تحصیلات دورهٔ ابتدائی را در زادگاه خویش، ومتوسطه را بستک و لار گذرانیده‌است. وی در دانشکدهٔ ادبیات وعلوم انسانی   دانشگاه شیراز  تحصیل نموده و زیر نظر استادان فاضل و مجرب بخش فارسی این دانشگاه  به اخذ مدرک لیسانس در رشتهٔ زبان و ادبیات فارسی  نائل گردیده‌است. نامبرده پس از دریافت مدرک تحصیلی در مناطق مختلف بخش‌های  بستک خدمت نموده‌است وچهره‌ای آشنا و فعال در ارتقاء تعلیم در مدارس منطقه بوده‌است. وی بعد از خدمت‌گذاری سالیان دراز در مدارس بخش‌های بستک  به سمت دبیر دبیرستان‌های بستک برگزیده می‌شوند. پس از  مدتی و در طی دورهٔ انتخابات بخشداری بستک به سمت بخشدار  بستک  انتخاب می‌شوند، مدتی این پست به عهده داشته‌اند که بعد هم به سمت شهردار  بستک انتخاب می‌شوند. و بعد از ارتقاء بستک  به شهرستان، احمد حبیبی به عنوان اولین فرماندار شهرستان بستک برگزیده می‌شوند. ایشان پس از این مدت و خدمت طولانی در مناطق و بخش‌های شهرستان بستک در سال ۱۳۸۵ خورشیدی از فرمانداری شهرستان بستک باز نشست شده‌اند. وی یکی از محققین و پژوهشگران سرشناس منطقهٔ   هرمزگان هستند، که در زمینه‌های تاریخ، هرمزگان‌شناسی و فرهنگ بومی بستک و توابع دارای تألیفات متعددی  می‌باشند. همچنین مقاله‌های از حبیبی در روزنامه‌ها ومجله‌های  مختلف کشور به چاپ رسیده من جمله: «مجلهٔ آینده»، کیهان ، «صبح ساحل»، و دیگر روزنامه‌های  معروف  کشور، همچنین از وی مقاله‌ای بنام  «نامی» از شاعران مشهور جنوب در روزنامهٔ کیهان، ونیز در بارهٔ اوضاع تاریخی، جغرافیایی، اجتماعی، فرهنگی، ادبی و رسوم وآداب مردم منطقهٔ شهرستان بستک در روزنامهٔ صبح ساحل درج شده‌است. همچنین مقاله‌های متعددی که تحت عنوان   «نمایهٔ صد مقاله  از حبیبی»  نامگذاری شده‌است در روزنامه‌های مختلف به چاپ رسیده که عبارت‌اند از:
- آبادی ما ، ۱۳۶۶ خورشیدی.
- آب و آبادی .
- آقای کنچی  ، ۱۳۷۴ خورشیدی.
- آموزگار، ماندگار روزگار ، ۱۳۷۶ خورشیدی.
- از فارس‌شناسی تا هرمزگان‌شناسی ، ۱۳۷۵.
- اهمیت گردآوری فرهنگ مردم ، ۱۳۷۴.
- افسانه‌های محیا  ، ۱۳۷۳.
- بازی‌های محلی بستک ، ۱۳۷۴.
- بستک پاره تن استان هرمزگان ، ۱۳۷۳.
- بستک مهربان بر سینهٔ دشت ، ۱۳۷۴.
- بندر لنگه، بندر مروارید ، ۱۳۷۵.
- بهاران با شاعران هرمزگان ، ۱۳۷۶.
- تاریخ فرهنگ بستک ،
- تدرویه ، ۱۳۶۵.
- جلال آل احمد جلال آل قاسم ، ۱۳۷۵.
- جناح شهری که هنوز روستایش خوانند ، ۱۳۶۵.
- چاه بنارد ، ۱۳۶۵.
- خلیج فارس ، ۱۳۷۵.
- دُرّ دَری در کناره‌های خلیج فارس ، ۱۳۷۶.
- دهستان دهتل ، ۱۳۶۵.
- دهنگ ، ۱۳۶۵.
- راه بستک ، ۱۳۷۶.
- رودخانه شور گوده ، ۱۳۶۵.
- روئیدر ، ۱۳۶۵.
- زنگارد ، ۱۳۶۵.
- شهرستان «جاسک»  مبارک باد «بستک»  را هم شهرستان کنید.
- فتویه ، ۱۳۶۵.
- فرامرزان ، ۱۳۶۵.
- کوخرد ، ۱۳۶۵.
- قلعه ایلود، ۱۳۷۲.
- گاوبندی ، ۱۳۷۵.
- کمشک ، ۱۳۶۵.
- فرهنگ ایران زمین ، ۱۳۷۵ خورشیدی.
- کشاورزی دهنگ ، ۱۳۶۵.
- کسب وکار حلال ، ۱۳۷۶.
- محیا بستکی نه محیای بردخونی ، ۱۳۶۸.
- شیخ عبدالله نقشبندی کوهیجی    ، ۱۳۶۷.
- شعر پارسی را پاس بداریم ، ۱۳۷۶.
- غیرت  شاعری غیرتمند از بستک ، ۱۳۷۲.
- «نیما»  پدر شعر نو ، ۱۳۷۵.
- «رامی» نیمای هرمزگان ، ۱۳۷۶.
- بندر لنگه را بهتر بشناسیم، ۱۳۷۵.
- «روز معلم»  روز کرامت انسانی ، ۱۳۷۶.

## تألیفات[۱]
| عنوان کتاب                  | ناشر                | تاریخِ چاپ  | تاریخِ تجدیدِ چاپ |
| --------------------------- | ------------------- | ---------- | --------------- |
| محیا شاعری از جنوب          | انتشارات نوید       | ۱۳۷۰       | ۱۳۷۷ و ۱۳۸۶     |
| دُرّ دَری در کنارهای خلیج فارس | همسایه قم           | ۱۳۷۵       |                 |
| دوبیتی‌های مجرم بستکی        | همسایه قم           | ۱۳۷۵       |                 |
| دیوان غیرت بستکی            | همسایه قم           | ۱۳۷۶       |                 |
| محیا دُرّ دریای پارس          | همسایه تهران        | ۱۳۸۲       |                 |
| شعر و شروای مشهور فرامرزی   | همسایه تهران        | ۱۳۸۹       |                 |
| شَروای بستک                  | سمت روشن کلمه       | پاییز ۱۴۰۰ | تابستان 1402    |
| دیوان شریفی                 | انتشارات نوید شیراز | ۱۴۰۰       |                 |

## کتاب‌های در دست وآماده چاپ[۱]
- غزل غزل‌ها.
- ترانه‌های دل‌نشین محیا.
- ترانه‌های خلیج‌فارس.
- فرهنگ مردم بستک.
- تصحیح دیوان نامی.
- افسانه‌های بستک
- افسانه‌های‌ هرمزگان.
- شاعران شهرستان بستک.
- مجموعه‌ی مقالات (در شناخت و معرفی جنوب ایران زمین).
- تصحیح و تحشیه‌ی اخلاق مصطفویه
- تاریخ و جغرافیای بستک